# Alpine (Alaska)
Alpine è un Census-designated place (CDP) degli Stati Uniti d'America, nel Borough di North Slope nello stato dell'Alaska. 
La popolazione era di 0 abitanti al censimento del 2000. 
Alpine è il sito di una trivellazione di petrolio e il funzionamento di produzione gestite dal ConocoPhillips.

## Geografia fisica

### Territorio
Alpine è situato sul delta del fiume Colville a circa 35 miglia dalla costa del Mare di Beaufort ed a una distanza di 8 miglia a nord di Nuiqsut (le due città sono collegate con una strada).
La zona è vicino al confine del National Petroleum Reserve.

### Clima
Vi è un clima artico, con temperature al di sotto del punto di congelamento per 297 giorni dell'anno.

## Economia
Nel 1996 è stato scoperto nella zona di Alpine un giacimento di petrolio.
Alpine attualmente serve come un campo di produzione di petrolio, producendone circa 130.000 barili (21.000 m³) al giorno.
Si stima che il giacimento produrrà nel suo ciclo di vita totale di 429 milioni di barili di petrolio.